# Meulers
Meulers est une commune française située dans le département de la Seine-Maritime en région Normandie.

## Géographie

### Hydrographie
La commune est située dans le bassin Seine-Normandie. Elle est drainée par l'Arques, la Béthune et un bras de la Béthune,,.
L'Arques, d'une longueur de 67 km, prend sa source dans la commune de Gaillefontaine, à une altitude de 204 m (le cours d'eau porte alors le nom de rivière de la Béthune) et se jette  dans la Manche à Dieppe, après avoir traversé 24 communes. 

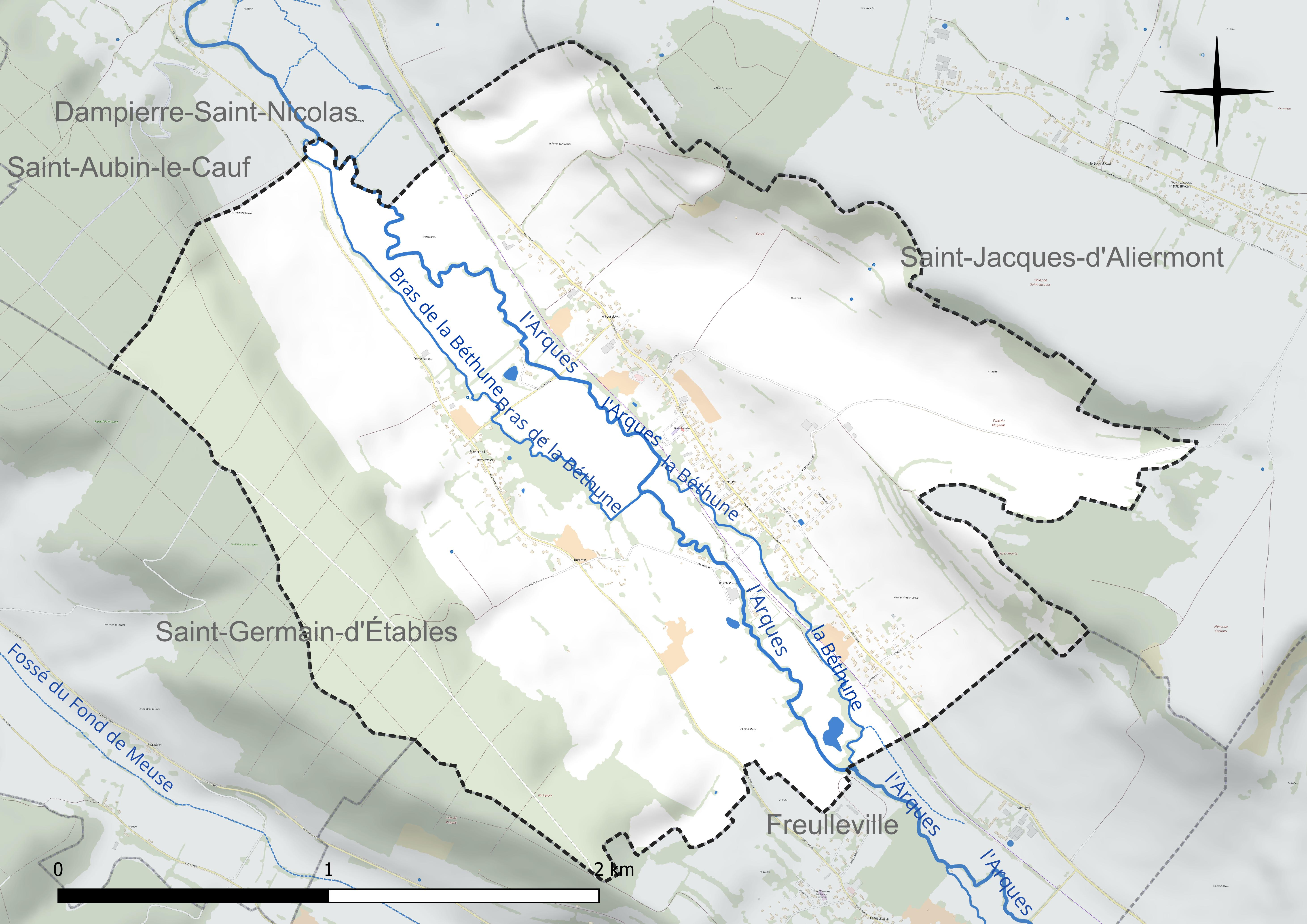
Réseau hydrographique de Meulers.

### Climat
Pour des articles plus généraux, voir Climat de la Normandie et Climat de la Seine-Maritime.
En 2010, le climat de la commune est de type climat océanique altéré, selon une étude du CNRS s'appuyant sur une série de données couvrant la période 1971-2000. En 2020, Météo-France publie une typologie des climats de la France métropolitaine dans laquelle la commune est exposée à un climat océanique et est dans la région climatique Côtes de la Manche orientale, caractérisée par un faible ensoleillement (1 550 h/an) ; forte humidité de l’air (plus de 20 h/jour avec humidité relative > 80 % en hiver), vents forts fréquents. Parallèlement le GIEC normand, un groupe régional d’experts sur le climat, différencie quant à lui, dans une étude de 2020, trois grands types de climats pour la région Normandie, nuancés à une échelle plus fine par les facteurs géographiques locaux. La commune est, selon ce zonage, exposée à un « climat maritime », correspondant au Pays de Caux, frais, humide et pluvieux, légèrement plus frais que dans le Cotentin.
Pour la période 1971-2000, la température annuelle moyenne est de 10,5 °C, avec une amplitude thermique annuelle de 13,6 °C. Le cumul annuel moyen de précipitations est de 862 mm, avec 13,1 jours de précipitations en janvier et 8,5 jours en juillet. Pour la période 1991-2020, la température moyenne annuelle observée sur la station météorologique la plus proche, située sur la commune de Dieppe à 14 km à vol d'oiseau, est de 11,3 °C et le cumul annuel moyen de précipitations est de 805,2 mm,. Pour l'avenir, les paramètres climatiques de la commune estimés pour 2050 selon différents scénarios d’émission de gaz à effet de serre sont consultables sur un site dédié publié par Météo-France en novembre 2022.

## Urbanisme

### Typologie
Au 1er janvier 2024, Meulers est catégorisée commune rurale à habitat dispersé, selon la nouvelle grille communale de densité à sept niveaux définie par l'Insee en 2022.
Elle est située hors unité urbaine. Par ailleurs la commune fait partie de l'aire d'attraction de Dieppe, dont elle est une commune de la couronne,. Cette aire, qui regroupe 62 communes, est catégorisée dans les aires de 50 000 à moins de 200 000 habitants,.

### Occupation des sols
L'occupation des sols de la commune, telle qu'elle ressort de la base de données européenne d’occupation biophysique des sols Corine Land Cover (CLC), est marquée par l'importance des territoires agricoles (72,3 % en 2018), en diminution par rapport à 1990 (73,9 %). La répartition détaillée en 2018 est la suivante : 
terres arables (45,1 %), prairies (27,1 %), forêts (21 %), zones urbanisées (6,7 %). L'évolution de l’occupation des sols de la commune et de ses infrastructures peut être observée sur les différentes représentations cartographiques du territoire : la carte de Cassini (XVIIIe siècle), la carte d'état-major (1820-1866) et les cartes ou photos aériennes de l'IGN pour la période actuelle (1950 à aujourd'hui).

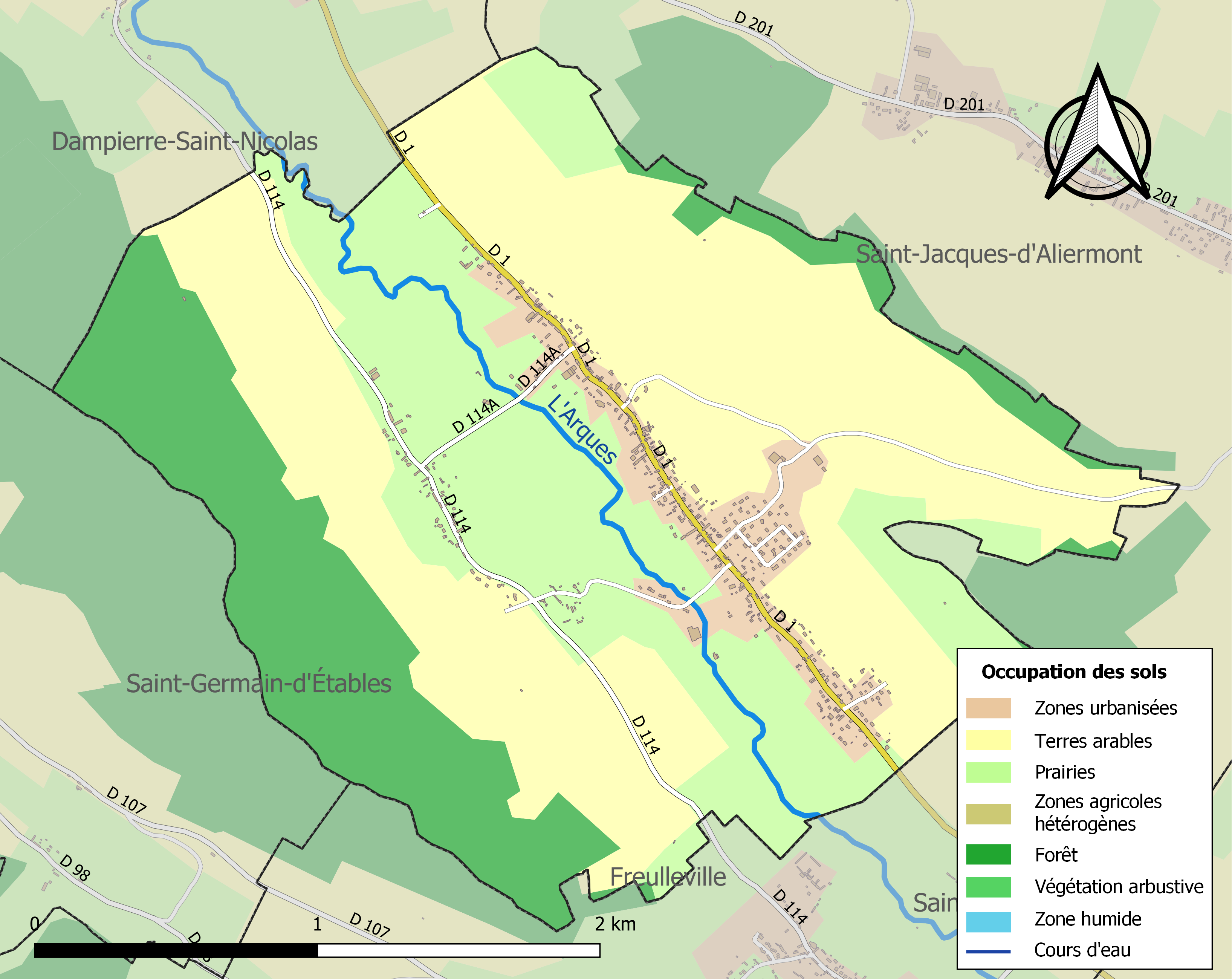
Carte des infrastructures et de l'occupation des sols de la commune en 2018 (CLC).

## Toponymie
Le nom de la localité est attesté sous les formes [de] Mellers en  1180 ; [de] Meuleriis en 1198 ; [de] Melliers en 1195 ; [Apud] Meullers en 1198 (Cartulaire de Fourcamont) ; [Ecclesia de] Meilliers vers 1240 ; [Capellanus de] Muliers en 1248 ; [Rectore de] Meulliers en 1274 (Archives départementales de la Seine-Maritime, 24 H.) ; [de] Meuliers en 1284 ; Meullers (variante Meulliers) en 1337 ; Meuliers en 1431 (Auguste Longnon) ; [Fief de] Meuliers en 1390 (Archives Nat., P. 303-24 P. 282-4.) ; [La paroisse de] Meulliers en 1403 ; [Ecclesie Beati Valerici de] Meulliers en 1438 et 1439 (Archives de Seine-Maritime, G. 9436) ;  Meuliers en 1457 (Archives de Seine-Maritime, G. 8756.) ; Meulliers en 1460 et 1483 (Archives de Seine-Maritime, G. 3268, 3269) ; [Ecclesie S. Valarici de] Meullers en 1481 (Archives de Seine-Maritime, G. 1521) ; [S. Valery de] Meulers en 1715 (Archives de Seine-Maritime, G. 739) ; [Fief à] Meulers en 1503 ; [seigneurie de] Meulers  en 1584 (Archives de Seine-Maritime, Tab. Rouen) ; Meulers en 1715 (Frémont) et en 1757 (Cassini) ;  Meullers en 1788 ; Meulers en 1954.
D'après Auguste Longnon, l'élément -lers représente le germanique hlar « lande », resté dans le nom commun larris « friche, lande »,  cependant le premier élément Mel- > Meul- est obscur. Marcel Baudot interprète hlar comme un défrichement forestier. Albert Dauzat avait proposé d'identifier l'anthroponyme germanique Muodo dans le premier élément, tandis que René Lepelley propose sans conviction le nom de personne germanique Madelherus.

## Politique et administration
| Période                                  | Période                    | Identité            | Étiquette | Qualité                                     |
| ---------------------------------------- | -------------------------- | ------------------- | --------- | ------------------------------------------- |
| Les données manquantes sont à compléter. |                            |                     |           |                                             |
| mars 1971                                | 1998                       | Jacques Defrance    |           |                                             |
| 1998                                     | mars 2008                  | Christian Letellier |           |                                             |
| mars 2008                                | juillet 2018               | Francis Larchevêque |           | Démissionnaire                              |
| juillet 2018                             | En cours (au 10 août 2020) | Éric Routier        |           | Agriculteur Réélu pour le mandat 2020-2026, |

## Démographie
L'évolution du nombre d'habitants est connue à travers les recensements de la population effectués dans la commune depuis 1793. Pour les communes de moins de 10 000 habitants, une enquête de recensement portant sur toute la population est réalisée tous les cinq ans, les populations de référence des années intermédiaires étant quant à elles estimées par interpolation ou extrapolation. Pour la commune, le premier recensement exhaustif entrant dans le cadre du nouveau dispositif a été réalisé en 2006.

En 2022, la commune comptait 579 habitants, en évolution de +1,94 % par rapport à 2016 (Seine-Maritime : +0,35 %, France hors Mayotte : +2,11 %).
| 1793 | 1800 | 1806 | 1821 | 1831 | 1836 | 1841 | 1846 | 1851 |
| ---- | ---- | ---- | ---- | ---- | ---- | ---- | ---- | ---- |
| 500  | 467  | 470  | 468  | 419  | 492  | 475  | 498  | 512  |

| 1856 | 1861 | 1866 | 1872 | 1876 | 1881 | 1886 | 1891 | 1896 |
| ---- | ---- | ---- | ---- | ---- | ---- | ---- | ---- | ---- |
| 473  | 464  | 478  | 458  | 466  | 475  | 465  | 422  | 441  |

| 1901 | 1906 | 1911 | 1921 | 1926 | 1931 | 1936 | 1946 | 1954 |
| ---- | ---- | ---- | ---- | ---- | ---- | ---- | ---- | ---- |
| 379  | 365  | 352  | 368  | 336  | 327  | 310  | 351  | 332  |

| 1962 | 1968 | 1975 | 1982 | 1990 | 1999 | 2006 | 2011 | 2016 |
| ---- | ---- | ---- | ---- | ---- | ---- | ---- | ---- | ---- |
| 395  | 378  | 409  | 408  | 395  | 395  | 519  | 592  | 568  |

| 2021 | 2022 | - | - | - | - | - | - | - |
| ---- | ---- | - | - | - | - | - | - | - |
| 570  | 579  | - | - | - | - | - | - | - |

## Culture locale et patrimoine

### Lieux et monuments
- Église Saint-Valéry.

### Patrimoine naturel
Le coteau d'Orival sous la mare Duchesne est classé en ZNIEFF de type 1